# Широке (Пологівський район)
Широ́ке —  село в Україні, у Пологівському районі Запорізької області. Населення становить 121 осіб.

## Географія
Село Широке розташоване за 1 км від сіл Свобода та Панютине (зняте з обліку).

## Історія
Село засноване 1921 року.
17 липня 2020 року, в результаті адміністративно-територіальної реформи та ліквідації Оріхівського району, село увійшло до складу Пологівського району.

## Населення

### Мова
Розподіл населення за рідною мовою за даними перепису 2001 року:
| Мова            | Кількість | Відсоток |
| --------------- | --------- | -------- |
| українська      | 112       | 92.56%   |
| російська       | 5         | 4.13%    |
| інші/не вказали | 4         | 3.31%    |
| Усього          | 121       | 100%     |